# Teresa Barańska
Teresa Barańska-Miśtal (ur. 8 grudnia 1970 w Nowej Sarzynie) – polska samorządowiec i urzędniczka, w latach 2019–2021 wicewojewoda opolski.

## Życiorys
W 1998 ukończyła studia na kierunku ekonomia produkcji rolnej na Akademii Rolniczej w Krakowie. Pracowała na stanowisku zastępcy dyrektora Opolskiego Ośrodka Doradztwa Rolniczego w Łosiowie.
Zaangażowała się w działalność polityczną w ramach Prawa i Sprawiedliwości, została skarbnikiem partii w Prudniku. Z jego ramienia w 2018 ubiegała się o fotel burmistrza Prudnika (zajęła trzecie miejsce z 24,55% głosów). Wybrano ją natomiast do Rady Miejskiej. W wyborach parlamentarnych w 2019 kandydowała do Sejmu z w okręgu opolskim (otrzymała 1659 głosów).
17 grudnia 2019 powołana na stanowisko wicewojewody opolskiego. Została odwołana ze stanowiska 8 listopada 2021.
W listopadzie 2022 objęła stanowisko wiceprezesa zarządu Stadniny Koni Prudnik. W czerwcu 2023 w wyniku zakładowego głosowania 75 na 82 głosujących pracowników stadniny opowiedziało się za odwołaniem Barańskiej ze stanowiska. Przewodniczący Międzyzakładowej Organizacji Związkowej NSZZ „Solidarność” zarzucił jej „brak kompetencji i zaangażowania w działalność spółki”. W komentarzu dla „Tygodnika Prudnickiego” Barańska zanegowała przedstawiane wobec niej zarzuty, twierdząc, że „nie mają nic wspólnego z prawdą a są jedynie rodzajem rozgrywki”. Została odwołana ze stanowiska 21 czerwca 2023.

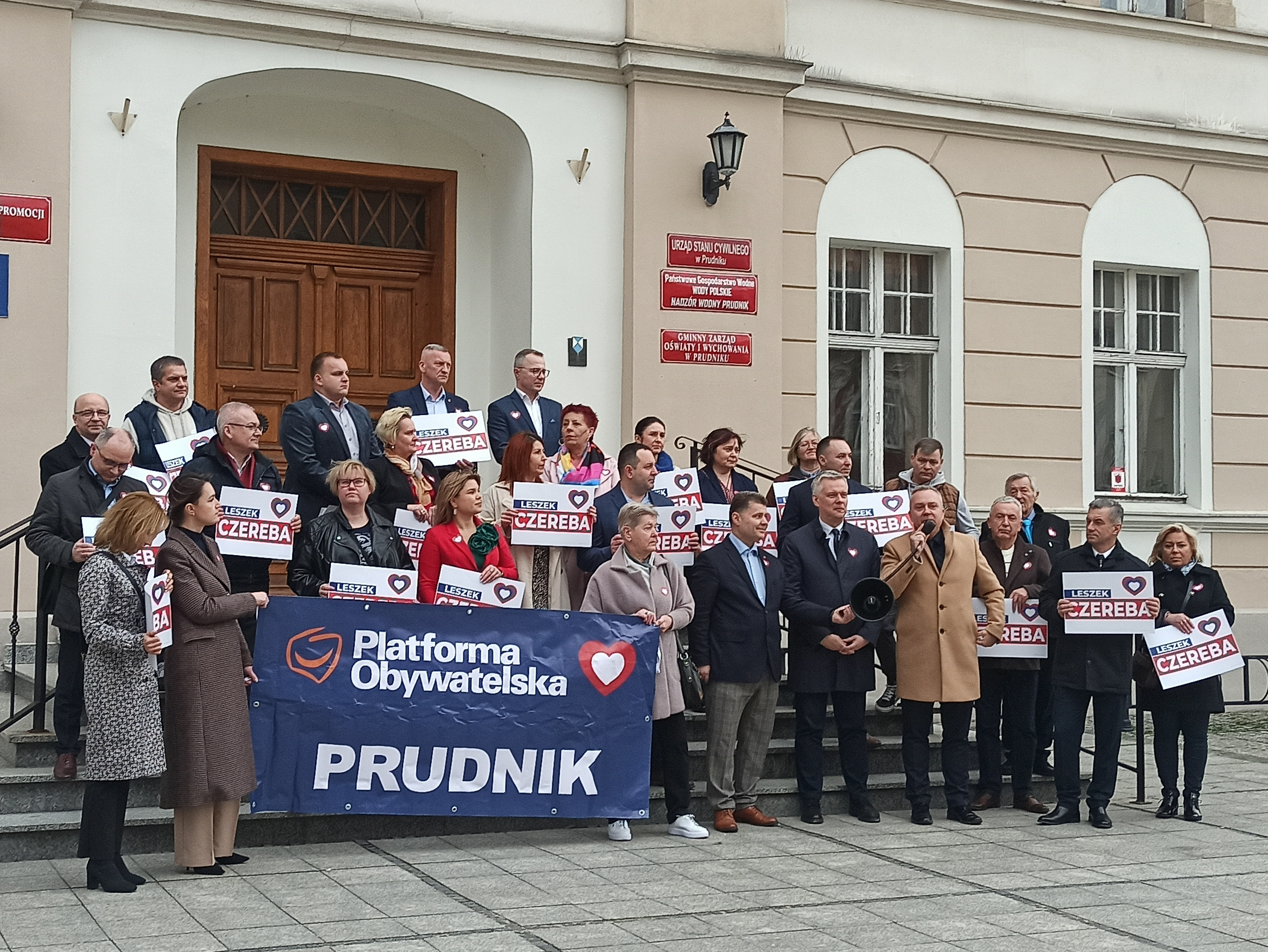
Kampania wyborcza PO w Prudniku w 2024, widoczni m.in. Barańska, Tomasz Michalak, Radosław Roszkowski, Tomasz Siemoniak, Piotr Woźniak

W marcu 2024 zadeklarowała ubieganie się o stanowisko radnej Rady Miejskiej w Prudniku w wyborach samorządowych w tym samym roku z list KWW Platforma PL2050 Ludowcy Lewica Powiatu Prudnickiego (komitet zrzeszający lokalnych kandydatów związanych z Platformą Obywatelską, Polską 2050 Szymona Hołowni, Polskim Stronnictwem Ludowym i Lewicą Razem). Otrzymała 23 głosy, nie uzyskując mandatu.

## Wyniki wyborcze
| Wybory | Komitet wyborczy        | Komitet wyborczy                              | Organ                   | Okręg        | Wynik         |
| ------ | ----------------------- | --------------------------------------------- | ----------------------- | ------------ | ------------- |
| 2018   |                         | Prawo i Sprawiedliwość                        | Burmistrz Prudnika      |              | 2579 (24,55%) |
| 2018   | Rada Miejska w Prudniku | Prawo i Sprawiedliwość                        | nr 2                    | 339 (17,55%) |               |
| 2019   | Sejm IX kadencji        | Prawo i Sprawiedliwość                        | nr 21                   | 1659 (0,41%) |               |
| 2024   |                         | KWW Platforma PL2050 Ludowcy Lewica P.Prudnik | Rada Miejska w Prudniku | nr 4         | 23 (1,03%)    |